# Bertorsonidra prenanti
Bertorsonidra prenanti is een mosdiertjessoort uit de familie van de Robertsonidridae. De wetenschappelijke naam van de soort is voor het eerst geldig gepubliceerd in 1955 door Gautier.